# Christofer Fjellner
Christofer Fjellner este un om politic suedez, membru al Parlamentului European în perioada 2004-2009 din partea Suediei.
1. 1 2 3  Fjellner, Gustav Christofer Ingemar, Sveriges befolkning 2000[*]
2. ↑  Deputații în Parlamentul European